# 태종대
태종대(太宗臺)는 부산광역시 영도구 동삼동에 있는 명승지이다. 영도의 남동쪽 끝에 위치하는 해발 고도 200m 이하의 구릉 지역으로, 부산 일대에서 보기 드문 울창한 숲과 경상 누층군 유천층군의 기암 괴석으로 된 해식 절벽 및 푸른 바다 등이 조화를 이루어 장관이다. 맑은 날에는 일본 쓰시마섬도 볼 수 있다. 2005년 11월 1일 대한민국의 명승 제17호로 지정됐다.

## 지명의 유래
신라 제29대 태종 무열왕이 이곳에 와서 활을 쏘았다는 설, 조선의 태종이 1419년 큰 가뭄에 하늘에 빌어 비가 내렸음을 본받아 동래 부사도 태종을 본받아 가뭄이 들 때마다 이곳에서 기우제를 지냈다는 설, 여인이 남편을 기다리다가 돌덩이로 굳었다는 망부석(望夫石) 유래담이 그 것이다. 신라의 태종이 군사를 이끌고 와서 조련(調鍊)하였던 곳이라고 한다.

## 명승 지정사유
부산 태종대는 아름다운 암석의 단애로 이루어진 절승으로 부산을 대표하는 해안경관지로서 울창한 해송 숲과 함께 기암절벽이 조화를 이루고 있으며 왕성한 해안침식에 의한 해식동굴, 해식애 등 아름다운 지형을 형성하고 있을 뿐만 아니라, 남부지역의 임상을 잘 나타내고 있는 곰솔 군락, 팽나무 등으로 이루어진 식생경관도 경관적으로 매우 뛰어나다.

## 지질
태종대는 지질학적으로 중생대 백악기에 형성된 퇴적암층인 경상 누층군에 속하는 유천층군 암회색 응회질 퇴적암(Kts; Kyeongsang supergroup yucheon group tuffic sedimentrary rock)으로 구성되어 있어, 태종대에서 동삼동 해안까지 층리가 선명하게 드러난 퇴적암 지층을 볼 수 있다. 이곳에는 해안 침식에 의한 해식동굴, 파식대, 해식애 등을 볼 수 있으며 공룡 발자국 화석 또한 존재한다. 공룡 발자국은 신선바위 주변에 집중적으로 분포되어 있는데, 1999년 10월 부산대학교 지질학과 김항묵 교수 팀에 의해 초식 공룡 발자국 90여 개가 발견되었고, 2006년 초에는 부산 지역 대학의 공동 조사단에 의해 21~49 cm 길이에 70~80 cm 보폭으로 10 cm 정도 깊이 파여 있는 발자국들이 발견되어 모두 155개의 공룡 발자국이 분포하고 있는 것으로 밝혀졌다. 특히 신선바위로 가는 벼랑의 오솔길에서 12개의 발자국들을 볼 수 있다. 학자들은 이 일대 공룡 발자국 화석을 7천만~6500만 년 전, 중생대 백악기 말에 살았던 오리부리공룡의 것으로 추정하고 있다. 특히 고성군 (경상남도)에서 발견된 공룡 발자국보다 1천만년 뒤의 것으로 한반도에서는 가장 후기의 공룡 발자국이라고 한다. 그래서 조사단은 탐사 범위를 넓히면 공룡 알과 뼈 화석을 발굴할 가능성이 매우 높을 것으로 짐작하고 있다. 태종대 해안 지층이 쌓인 기간은 정확히 알 수 없는데 이는 태종대 해안 밑까지 지질 탐사를 정확히 한 적이 없고 위에 쌓인 지층이 심하게 훼손되었기 때문이다. 단지 2~3천만년 동안 쌓인 것으로 추정할 뿐이다.

## 교통

### 도시철도
- 태종대까지 운행하는 도시 철도는 없으며 시내버스를 이용하여야 한다.

### 버스
- ● 8번 : 태종대 ↔ 영도구청 ↔ 영도대교 ↔ 남포동 ↔ 보수동 ↔ 구덕운동장 ↔ 구덕터널 ↔ 서부터미널
- ● 30번 : 태종대 ↔ 영도구청 ↔ 영도대교 ↔ 남포동 ↔ 공동어시장 ↔ 송도해수욕장 ↔ 송도
- ● 88번 : 태종대 ↔ 영도구청 ↔ 영도대교 ↔ 부산역 ↔ 부산진역 ↔ 보림극장 ↔ 서면·롯데백화점 ↔ 당감주공아파트
- ● 66번 : 태종대 ↔ 영도구청 ↔ 영도대교 ↔ 중앙동 ↔ 부산역
- ● 101번 : 태종대 ↔ 영도구청 ↔ 부산대교 ↔ 부산역 ↔ 부산진역 ↔ 부산진시장 ↔ 문현교차로 ↔ 문현1동 ↔ 대연사거리

## 명칭 변경
1972년 6월 26일 부산광역시의 기념물 제28호 태종대(太宗臺)로 지정되었다.
2005년 11월 1일 대한민국의 명승 제17호 부산 태종대로 승격되었다.
2006년 5월 8일 현재의 명칭인 부산 영도 태종대로 명칭이 변경되었다.

## 기타
태종대 일주도로 입구에는 청용 열차 다누비가 있어서 일주도로를 걷지 않고 태종대를 바라볼 수 있다. 일주도로 입구의 좌측에는 태종대 유람선의 곤포선착장이 있다.

## 갤러리

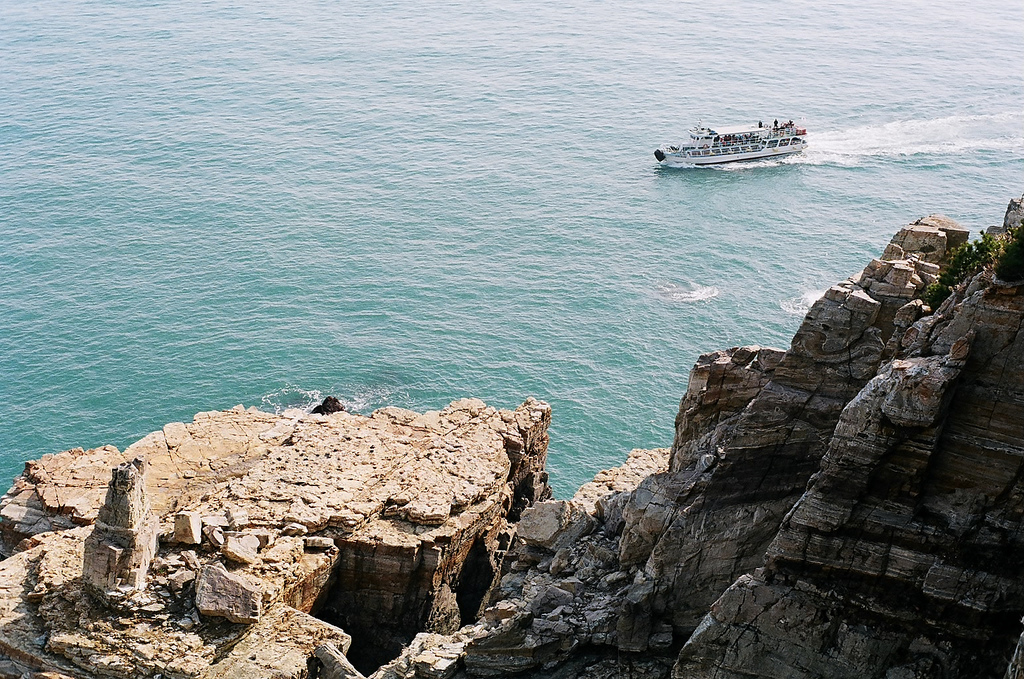
태종대 기암절벽
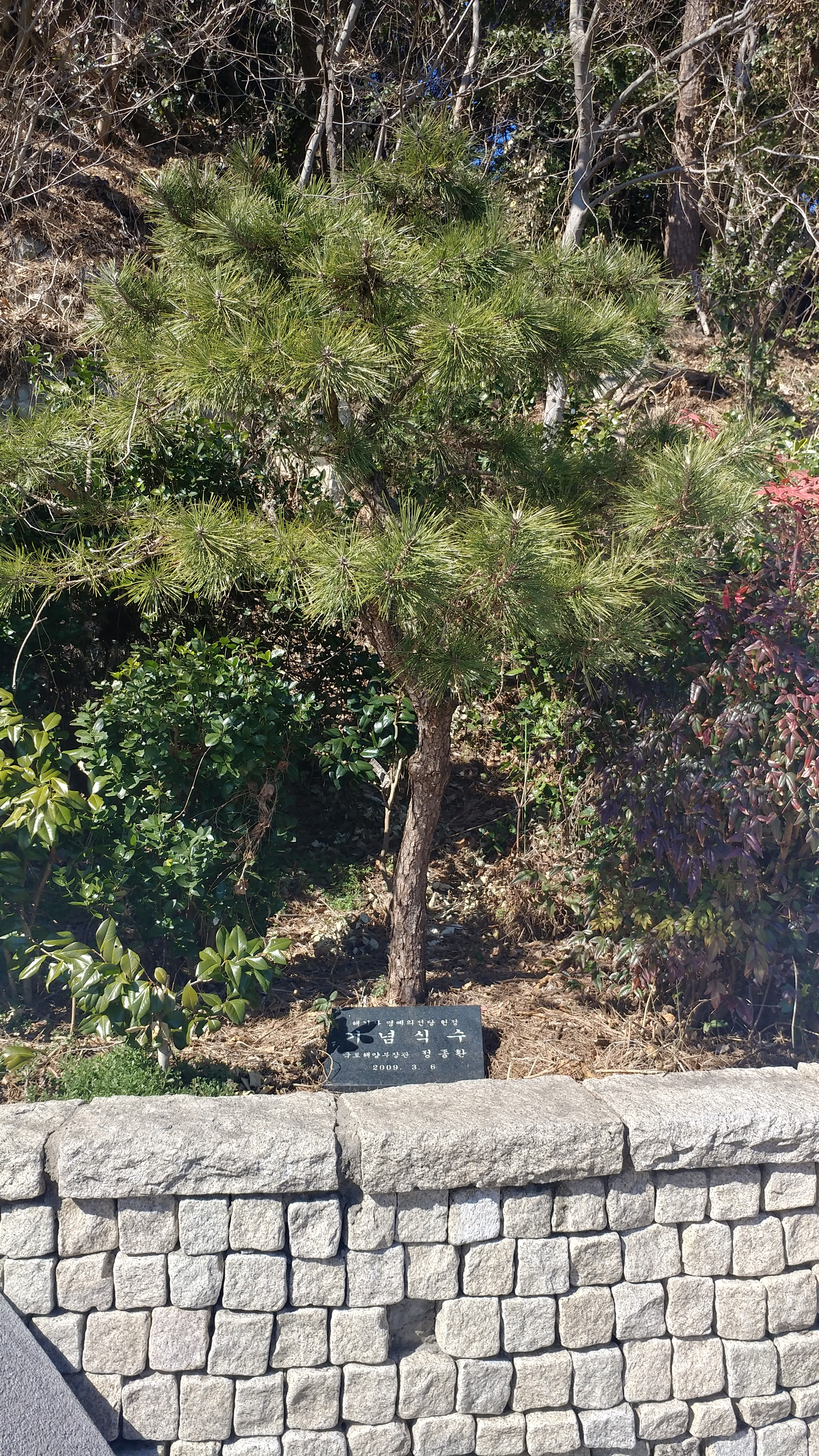
태종대 기념식수
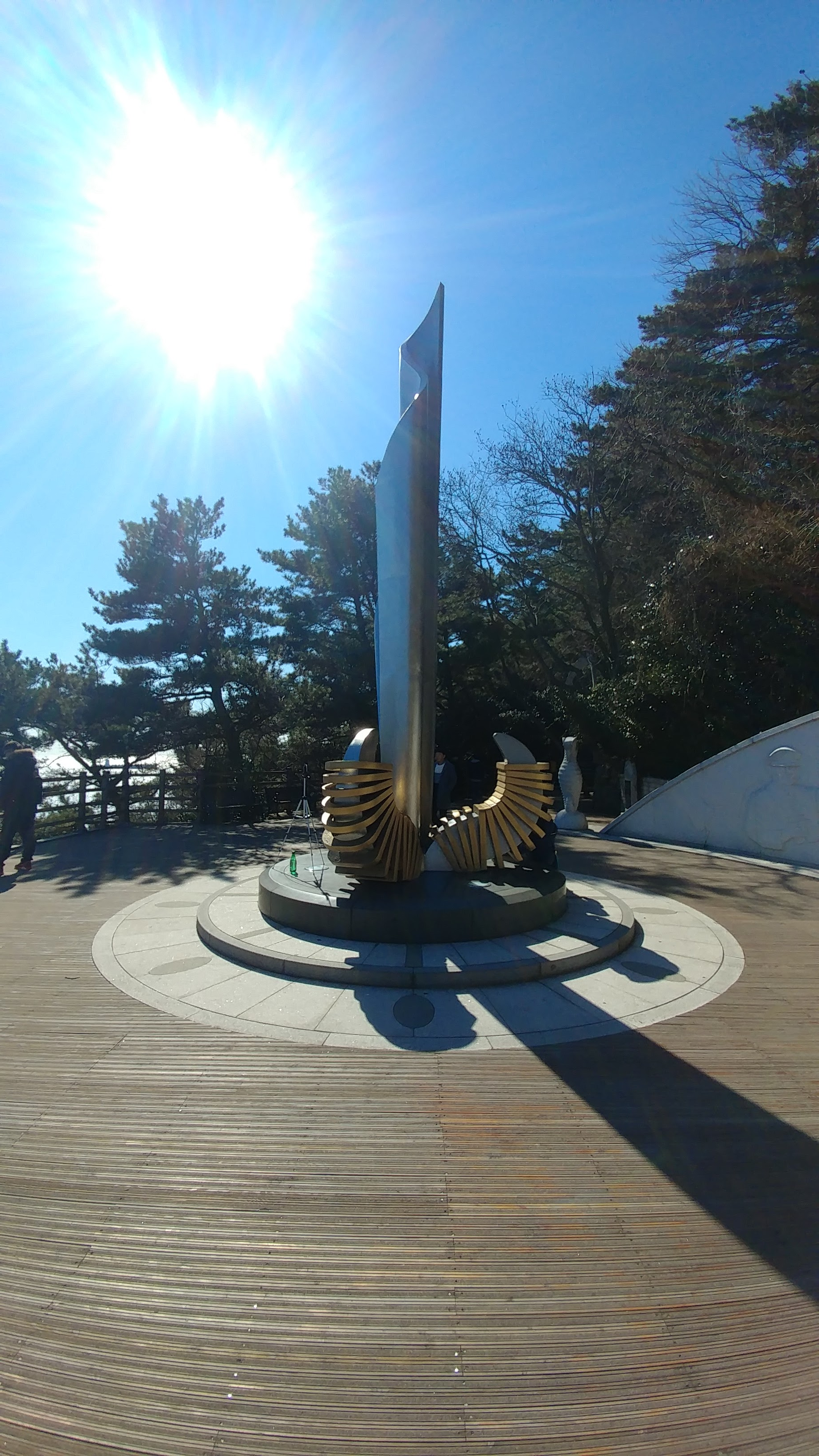
태종대 기념비
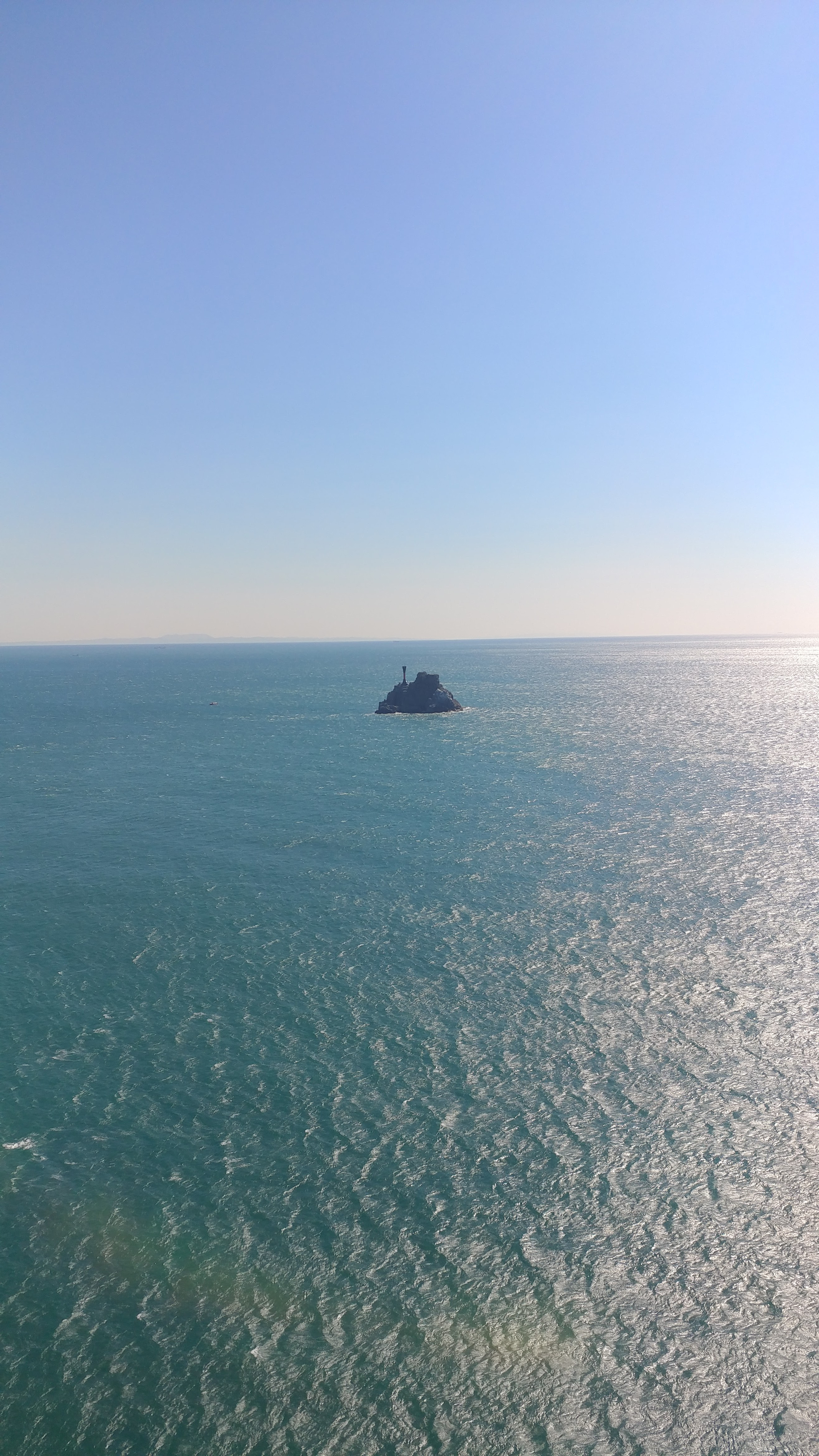
주전자섬 (특정도서)
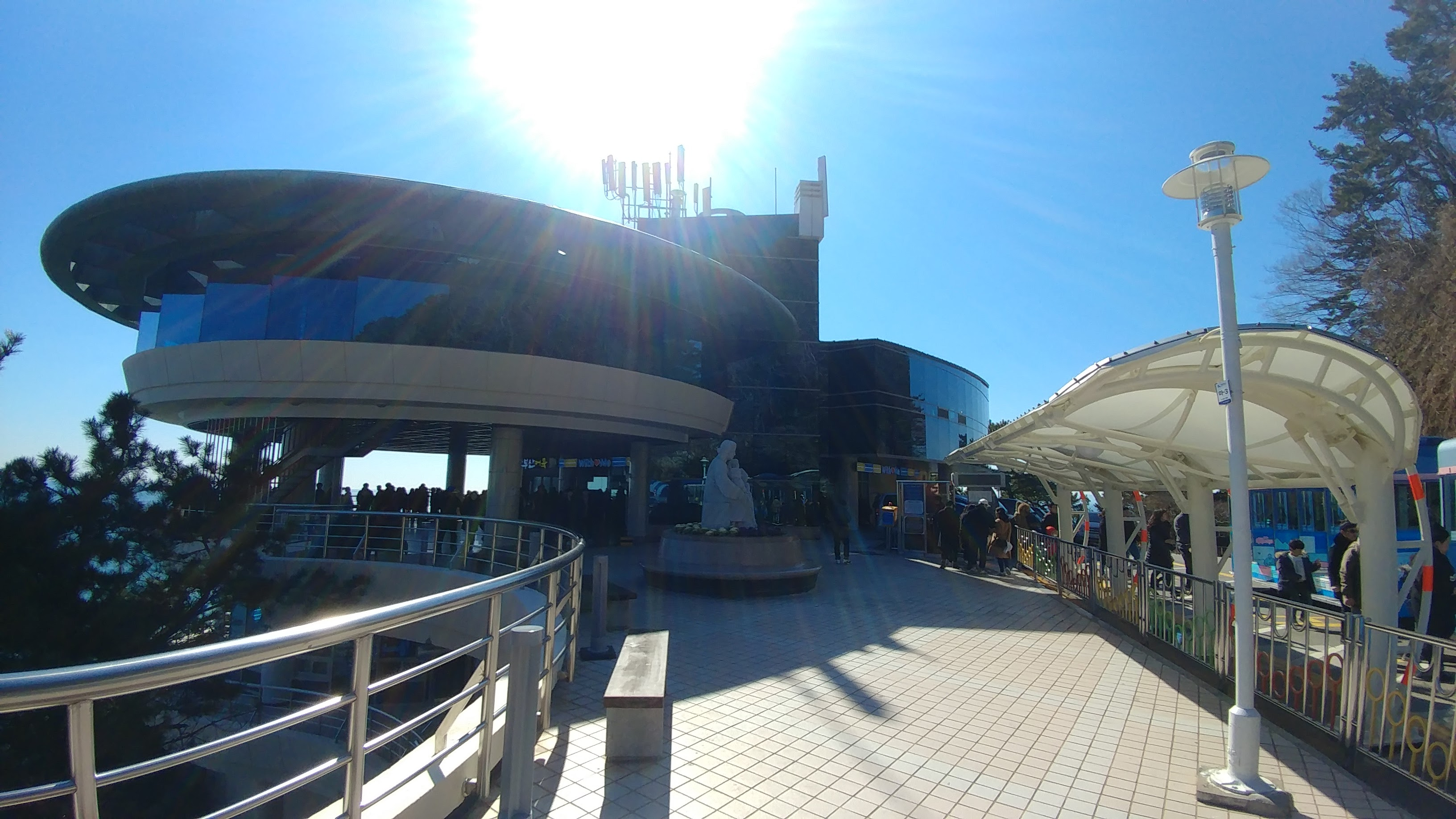
전망대 정류장

## 같이 보기
- 부산국가지질공원
- 해운대해수욕장
- 광안리해수욕장

## 참고 문헌
- 이 문서에는 다음커뮤니케이션(현 카카오)에서 GFDL 또는 CC-SA 라이선스로 배포한 글로벌 세계대백과사전의 "《태종대》" 항목을 기초로 작성된 글이 포함되어 있습니다.

## 참고 자료
- 부산 영도 태종대 - 국가유산청 국가유산포털